# 発見!わくわくMY TOWN
『発見!わくわくMY TOWN』（はっけん わくわくマイタウン）は、2007年4月21日から2010年9月25日まで東海テレビで放送された紀行バラエティ番組。全163回。ハイビジョン制作、字幕放送実施。

## 概要
石原良純がアシスタントとともに東海3県各地を訪れ、その町ならではのアピールポイントを探し出してCMにまとめ上げるという番組である。石原はCMの制作に携わるプロデューサーという設定で出演していた。
ロケは基本的に石原たちのみで進められていたが、ゲストを呼んで行う回もあった。その際には取材先の町出身の芸能人を招くことが多く、岐阜県高山市の回では清水ミチコ（高山市出身）を、愛知県岡崎市の回では平泉成（旧額田郡額田町出身）を、岐阜県土岐市の回では神奈月（土岐市出身）を、愛知県名古屋市東区白壁の回ではいとうまい子（名古屋市出身）を招いていた。また、出身者でなくても内藤剛志（スポンサー上の後番組である『スタイルプラス』に出演）や峰竜太（中日ドラゴンズファンで『スーパーサタデー』に出演、かつて石原とテレビ朝日・石原プロ『西部警察 PART-III』で共演）、志村けん（舞台のために来名）のように、東海3県あるいは東海テレビと何らかの接点を持つ関係から招かれたゲストもいる。

## 出演者
- 石原良純 - CMのプロデューサーという設定で出演。放送第1回目から最終回まで出演。
- 夏川純 - 初代アシスタント。放送第1回目から2008年3月29日放送分まで出演。
- 川村ゆきえ - 2代目アシスタント。2008年4月12日放送分から2010年3月27日放送分まで出演。
- 篠山輝信 - 3代目アシスタント。2010年4月3日放送分から最終回まで出演。
- 垂木勉 - ナレーターを担当。

## 放送局
| 放送対象地域 | 放送局     | 系列           | 放送日時                                     | 備考                  |
| ------------ | ---------- | -------------- | -------------------------------------------- | --------------------- |
| 中京広域圏   | 東海テレビ | フジテレビ系列 | 土曜 18:30 - 19:00 （2007年4月 - 2010年9月） | 製作局                |
| 近畿広域圏   | 関西テレビ | フジテレビ系列 | 日曜 6:30 - 7:00 （2007年10月 - 2008年3月）  | 月末2週には放送を休止 |

## スポンサー
同じく東海テレビ製作の紀行番組『おでかけ!パレット』からの移行で、この『発見!わくわくMY TOWN』も名目上はJR東海の一社提供番組という扱いになっていた。しかし、番組の放送時間中はスポットCMも流れていた上に不定期でJR東海以外のスポンサーが付くこともあり、JR東海は冠スポンサーにもなっていなかった。そのため、『おでかけ!パレット』やさらにその前身の『ふれあい見つけ旅』が冠していた「JR東海プレゼンツ」はこの番組には無かった。